# Targasonne
Targasonne (bis 30. Dezember 2021 Targassonne; katalanisch Targasona) ist eine französische Gemeinde mit 194 Einwohnern (Stand 1. Januar 2022) im Département Pyrénées-Orientales in der Region Okzitanien. Sie gehört zum Arrondissement Prades und zum Kanton Les Pyrénées catalanes.

## Nachbargemeinden
Nachbargemeinden von Targasonne sind Font-Romeu-Odeillo-Via im Norden, Égat im Osten, Estavar im Südosten, Llívia (Spanien) im Süden und Angoustrine-Villeneuve-des-Escaldes im Westen.

## Bevölkerungsentwicklung
| Jahr      | 1962 | 1968 | 1975 | 1982 | 1990 | 1999 | 2013 |
| Einwohner | 83   | 71   | 65   | 93   | 133  | 203  | 186  |

## Sehenswürdigkeiten
- Romanische Kirche Saint-Saturnin
- Ehemalige romanische Kirche Saint-Vincent in Vilalta

## Nachweise
1. ↑  Décret no 2021-1921 du 30 décembre 2021 portant changement du nom de communes , www.legifrance.gouv.fr, abgerufen am 20. Januar 2022